# Nurschan Subchanberdin

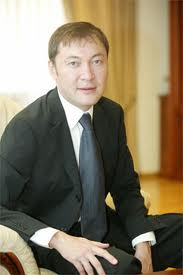
Nurschan Subchanberdin, 2011

Nurschan Sälkenuly Subchanberdin (georgisch Нұржан Сәлкенұлы Сұбханбердин; * 29. November 1965 in Alma-Ata, Kasachische SSR) ist ein kasachischer Banker und Gründer sowie derzeitiger Aufsichtsratsvorsitzender der Kazkommertsbank.
Das Forbes Magazine gibt sein Privatvermögen im Jahr 2011 mit 1,0 Milliarden US-Dollar an. Er ist verheiratet und hat sieben Kinder.
Seine Ausbildung absolvierte er an der nationalen kasachischen Al-Farabi-Universität und an der Moskauer Lomonossow-Universität.